# Purli Agamuradov
 (avril 2022).
Purli Nurmamedovich Agamuradov (turkmène : Pürli Nurmämmedowiç Agamyradow, russe : Пурли Нурмамедович Агамурадов), né en 1962 à Achgabat est un économiste, scientifique et homme politique turkmène. Il était le ministre de l'éducation pour le Turkménistan entre 2015 et 2017 et vice-président du Turkménistan entre 2017 et 2020, ainsi que président de la Fédération du Turkménistan de football de 2018 à 2021.

## Éducation
Né à Achgabat durant l'époque soviétique, il a obtenu un diplôme de l'Institut turkmène d'économie en 1986.
Plus tard en 1993 pendant qu'il étudiait à l'Université d'État d'économie de Biélorussie il a proposé sans succès un thèse pour sa candidature pour obtenir un doctorat en économie. La thèse d'Agamuradov était au sujet du «contrôle des coûts de production dans le marché», basée sur les industries des républiques de la Biélorussie et du Turkménistan.

## Carrière
La première fois qu'il est inscrit sur les registres d'emploi était en 1979 quand il travaillait pour le département de construction de la ville d'Achgabat.
De 1986 à 1990, il était professeur avec l'Institut turkmène d'économie (en turkmène : Türkmen halk hojalyk institutyny).
De 1990 à 1993, il était candidat doctoral à l'Université économique d'État de Biélorussie (en biélorusse : Беларускi дзяржаўны эканамічны ўніверсітэт, en russe : Белору́сский госуда́рственный экономи́ческий университе́т).
Jusqu'en 2008 il occupait divers postes pour le khyakimlik d'Achgabat. Khyakimlik est un mot turkmène qui signifie « l'administration (d'un village ou d'une ville) ». Les khyakimlik sont les remplacements pour le gouvernement municipal de style soviétique. De 2008 à 2015 il était président de l'Institut turkmène d'économie nationale. C'est l'université où Agamuradov commençait ses études en 1982. En 2014 il était le premier récipiendaire d'une nouvelle distinction nationale du turkménistan, la médaille de Magtymguly Pyragy,. Le 3 avril 2015 il est nommé ministre de l'éducation pour le Turkménistan par Gurbanguly Berdimuhamedow,,. Le 26 janvier 2017 il était encore promu par le président et est devenu le vice-président du cabinet ministérial du Turkménistan. Il était aussi président de la Fédération du Turkménistan de football de 2018 à 2021.
Le 9 octobre 2020, il a été démis de toutes ses fonctions officielles. Le président a remarqué que les résultats de ses initiatives n'étaient pas acceptables pour le gouvernement de Turkménistan,.